# نبيذ يوناني

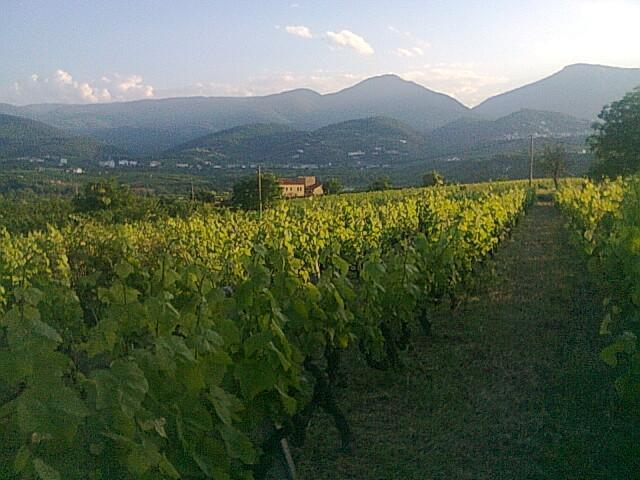
كرم في ناوسا ، مقدونيا الوسطى

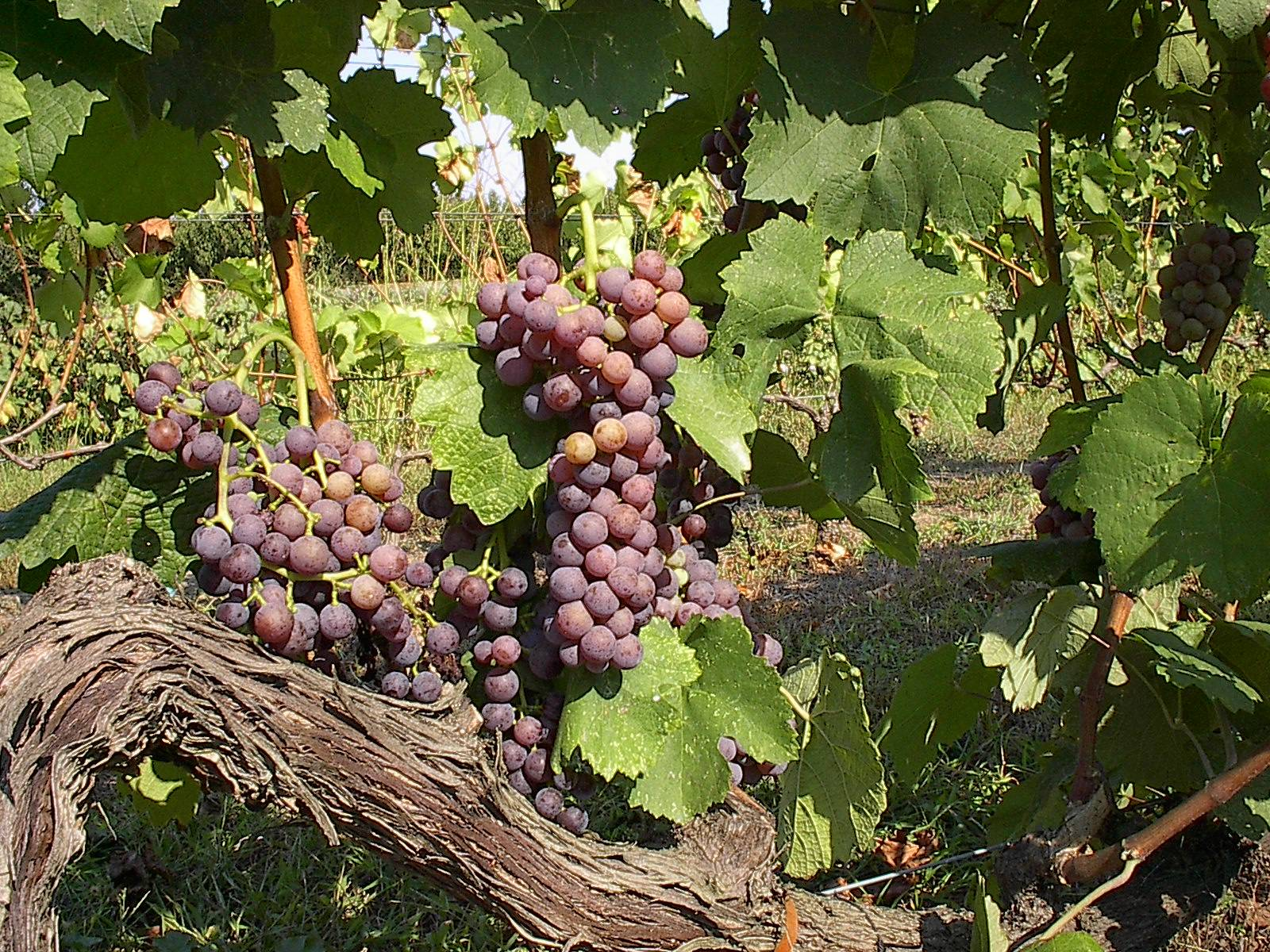
عنب موتشوفيليرو

اليونان هي واحدة من أقدم مناطق إنتاج النبيذ في العالم ومن بين المناطق الأولى المنتجة للنبيذ في أوروبا. يرجع أقدم دليل على النبيذ اليوناني إلى 6500 عام 
في العصور القديمة، عندما أصبحت تجارة النبيذ واسعة النطاق، وصلت حتى البحر الأبيض المتوسط. احتل النبيذ اليوناني مكانة عالية بشكل خاص في إيطاليا تحت الإمبراطورية الرومانية.
في فترة العصور الوسطى، جلبت الخمور المصدرة من كريت ومونيمفاسيا وموانئ يونانية أخرى وكانت أسعارًها مرتفعة في شمال أوروبا.

## التاريخ

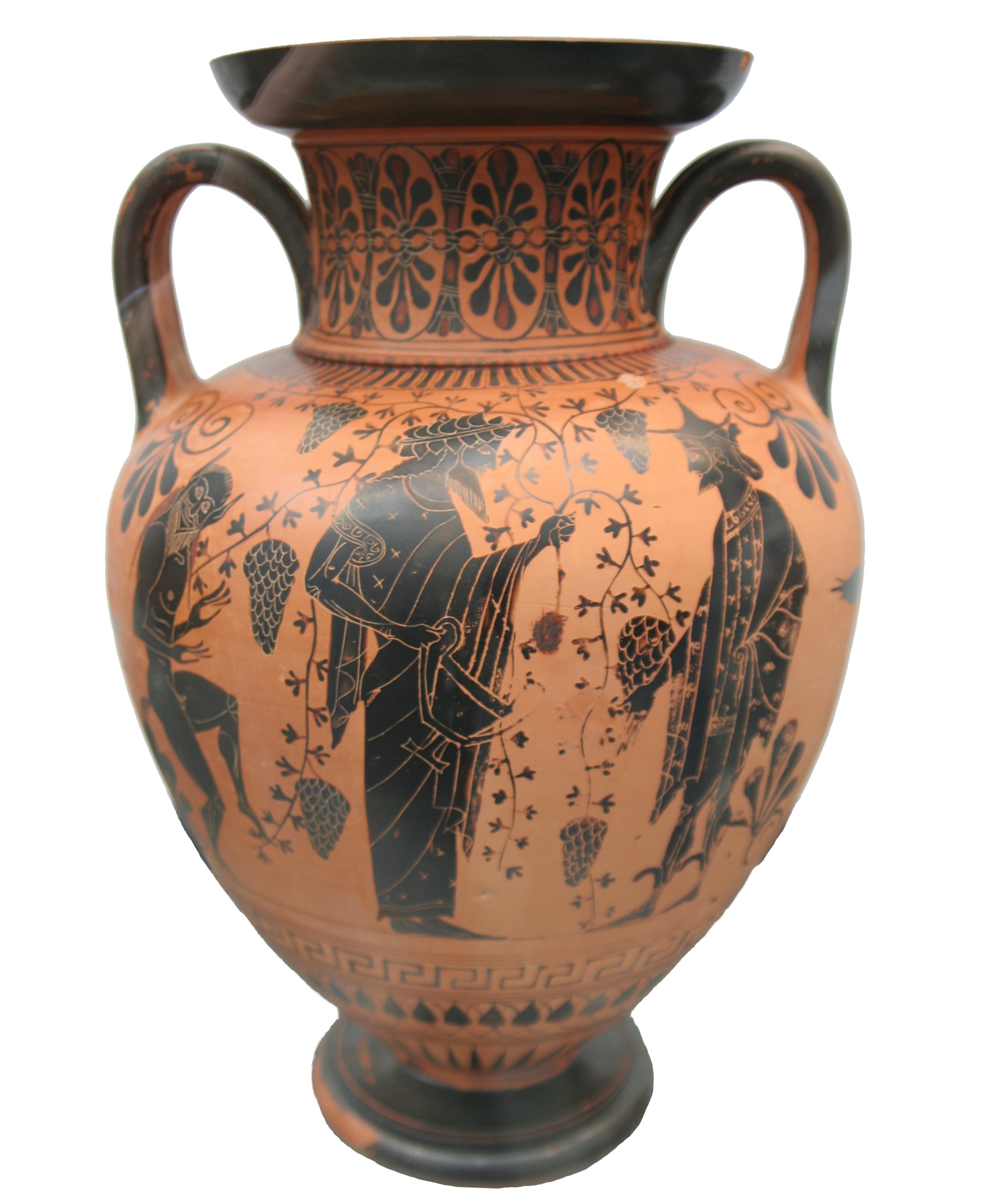
ديونيسوس مع هيرميس ، صوامع وعنب

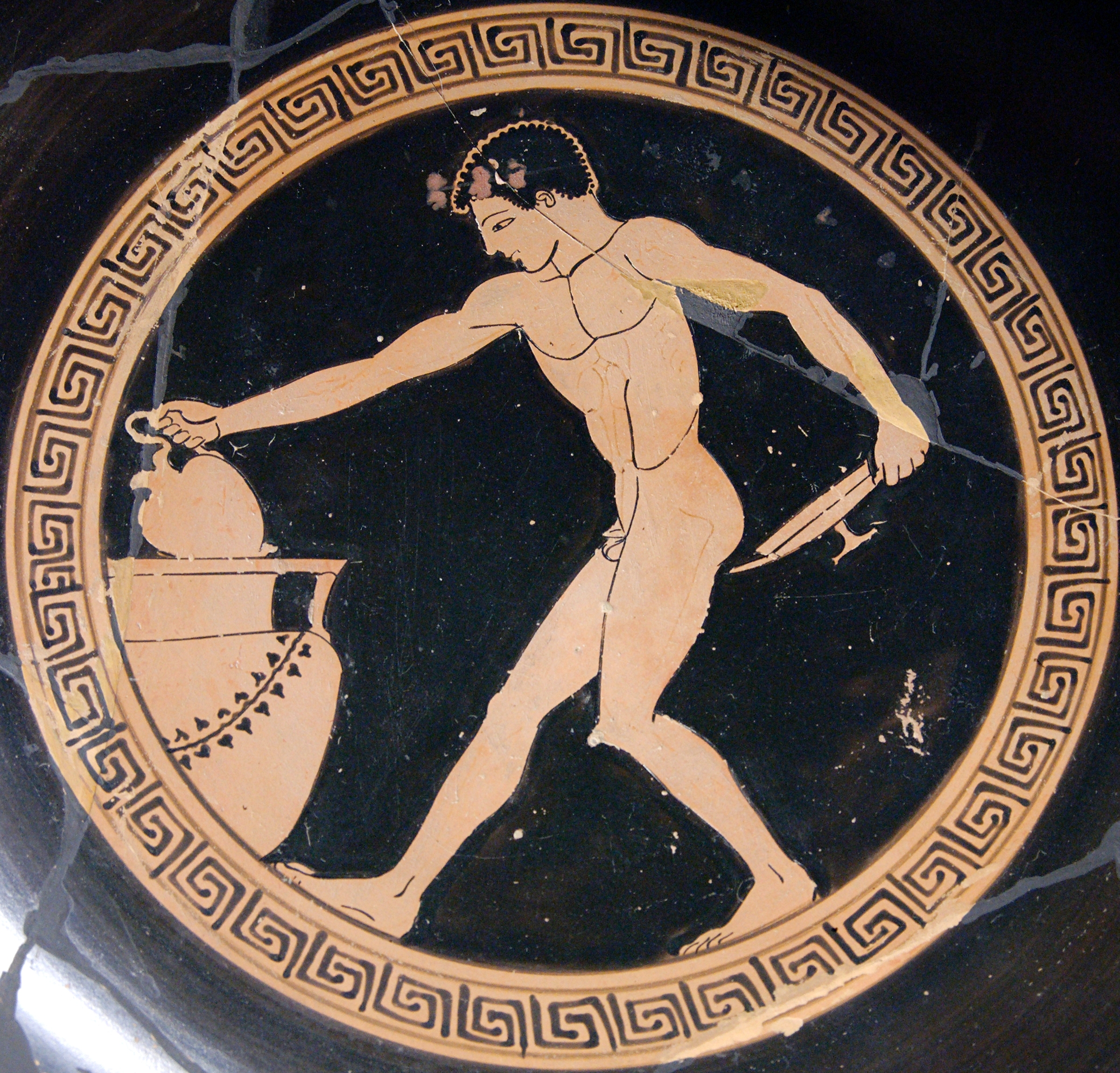
صبي نبيذ في ندوة

تعود أصول صناعة النبيذ في اليونان إلى 6500 عام  وتثبت الأدلة التي تشير إلى إنتاج النبيذ أن اليونان هي موطن ثاني أقدم بقايا نبيذ العنب المعروفة في العالم  وأقدم دليل في العالم على تخمير العنب.
تسبب انتشار الحضارة اليونانية وعبادة ديونيسوس، إله النبيذ، نشر طوائف ديونيسية في جميع أنحاء منطقة البحر الأبيض المتوسط خلال الفترة من 1600 قبل الميلاد إلى عام 1.
استخدم أبقراط النبيذ للأغراض الطبية ووصفه كدواء. كانت الخمور اليونانية وأصنافها معروفة جيدًا وتم تداولها في جميع أنحاء البحر الأبيض المتوسط. صنع الإغريق النبيذ في مستعمراتهم العديدة في إيطاليا،  صقلية،  جنوب فرنسا،  وإسبانيا.
في عام 1937، أنشأت وزارة الزراعة معهد النبيذ. وفي عام 1960، أصبحت رستينا فجأة مشروبا وطنيا. مع السياحة المتنامية بسرعة، أصبحت رستينا مرتبطة في جميع أنحاء العالم باليونان والنبيذ اليوناني.

## مناطق النبيذ
تم تطبيق نظام التسميات ليؤكد للمستهلكين أصول مشترياتهم من النبيذ. يصنف نظام التسمية النبيذ على أنه:
- إبيترابيزيوس أوينوس، نبيذ مائدة عادي يأتي عادة في صناديق ذات سطح ملولب
  - كافا ، مزيج مرموق ومتقدم في العمر (الحد الأدنى للشيخوخة: 1 سنة للبيض؛ سنتان للحمر)
  - ريتسينا ، النبيذ التقليدي، مع الصنوبر والراتنج

مناطق زراعة النبيذ الرئيسية - في اليونان هي:

### جزر إيجة

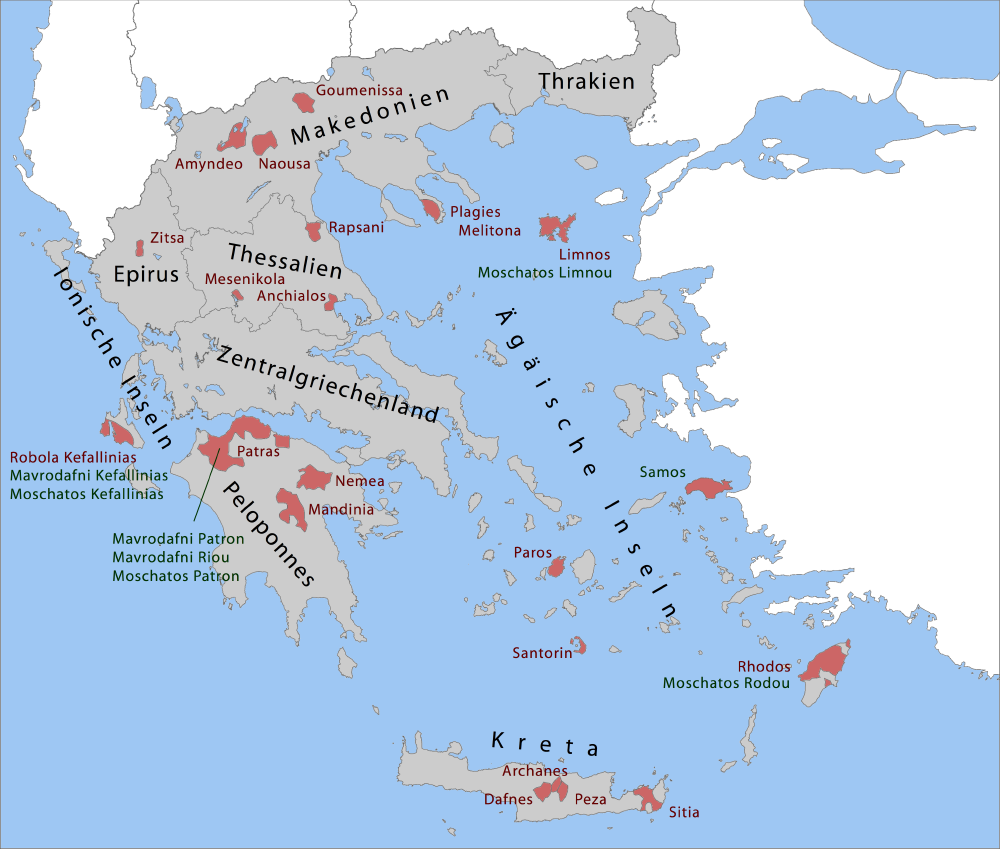
مناطق النبيذ اليونانية

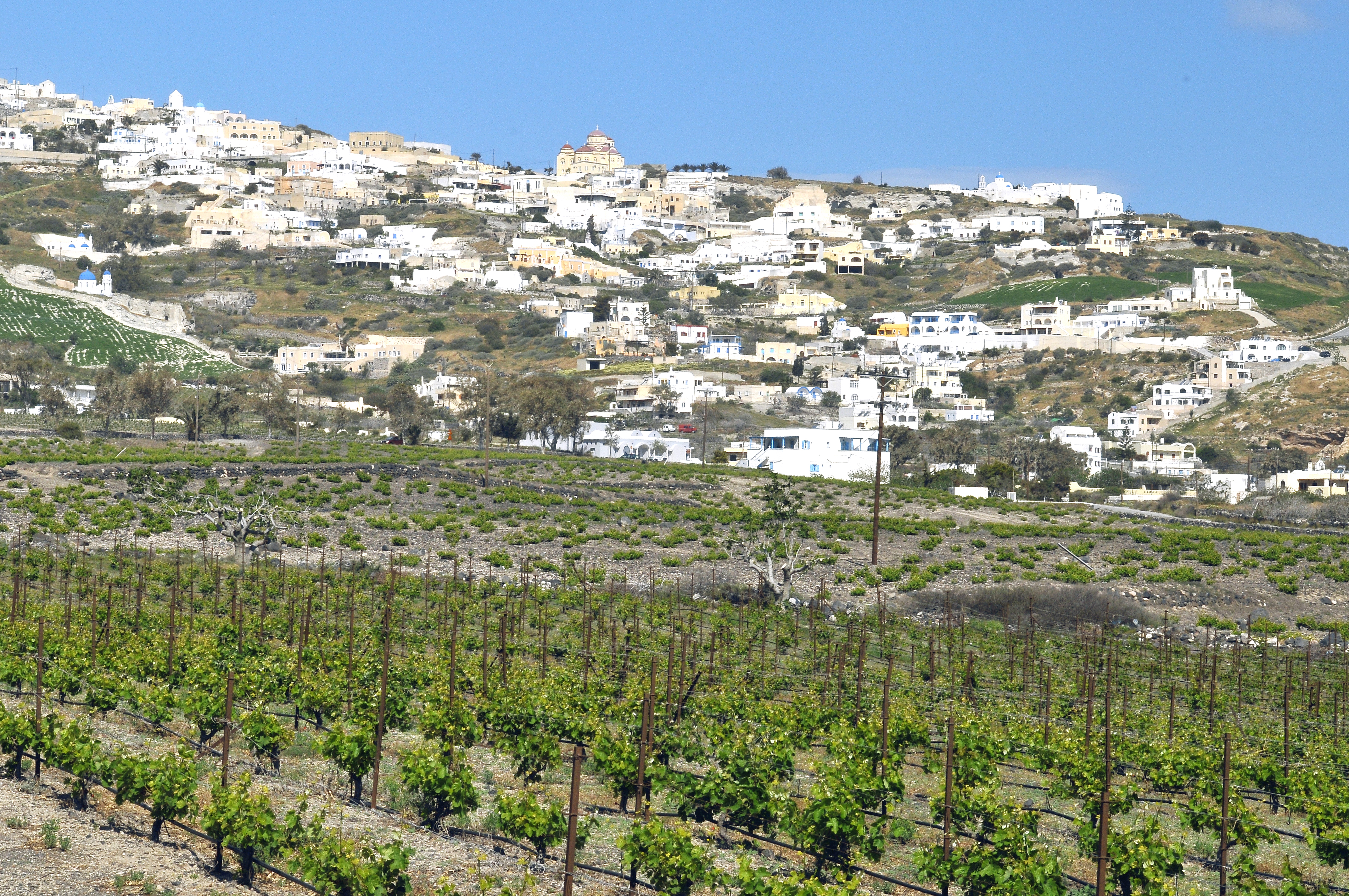
كرم في سانتوريني

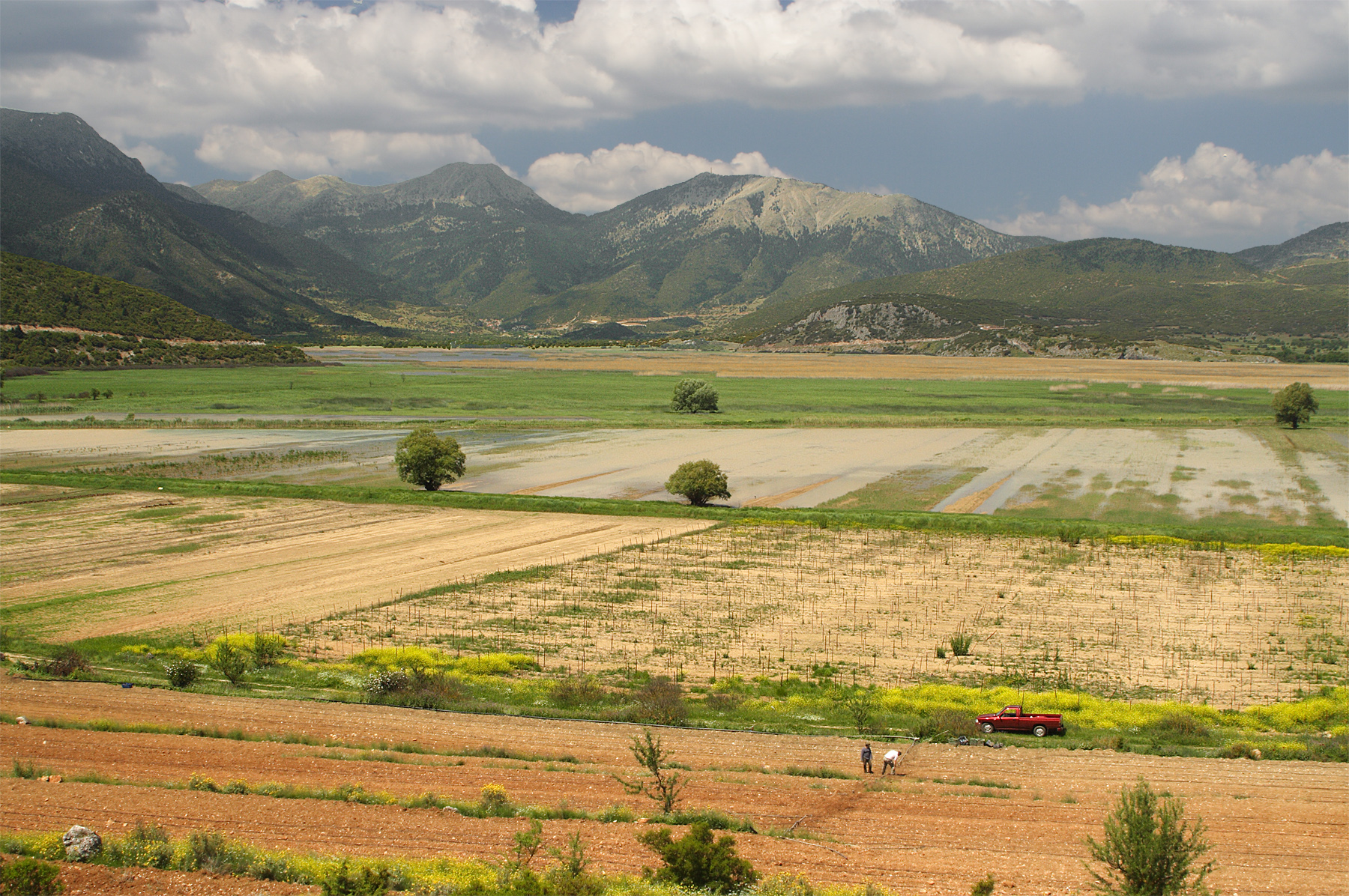
كرم في بيلوبونيز

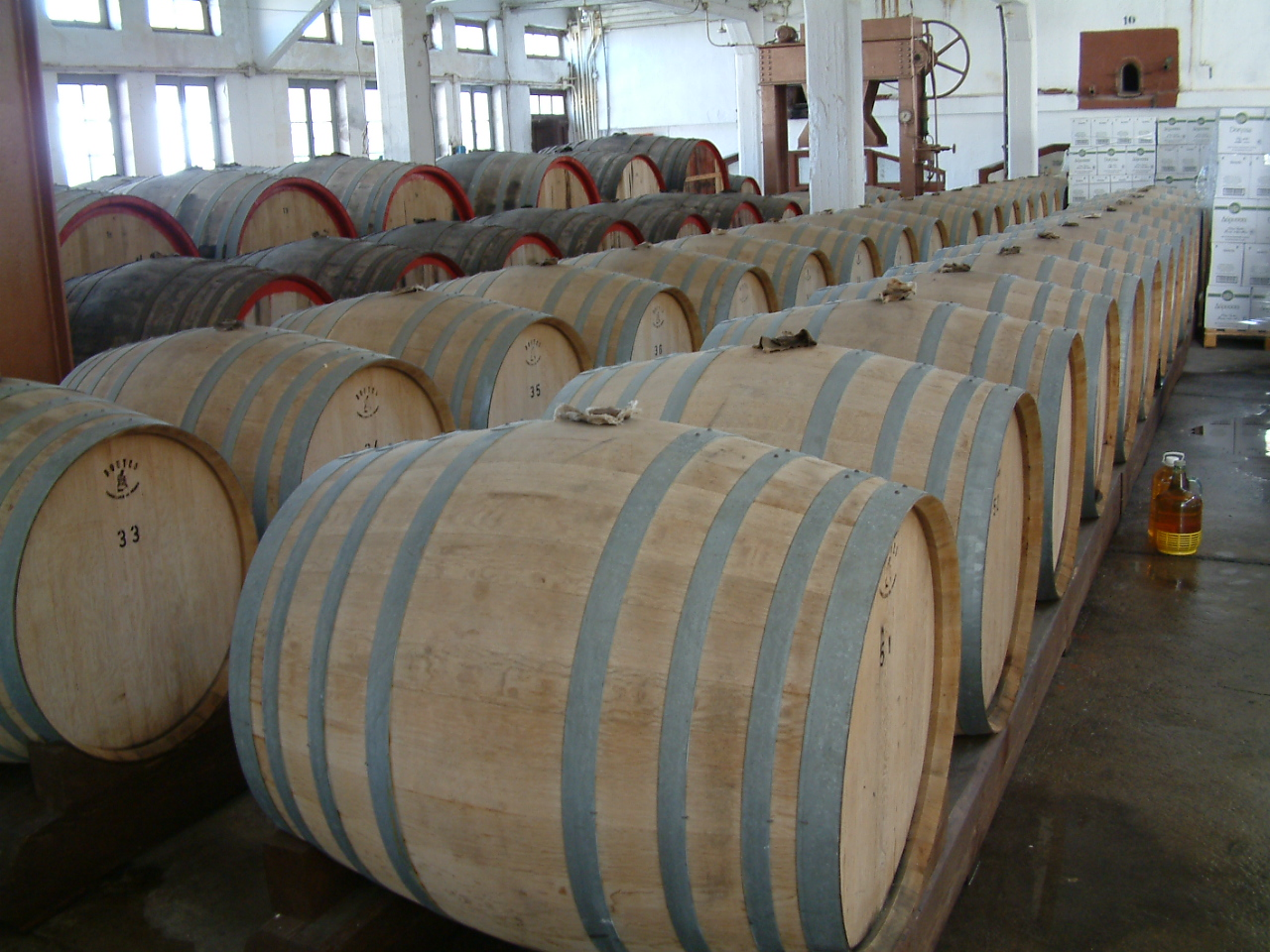
برميل النبيذ في ساموس

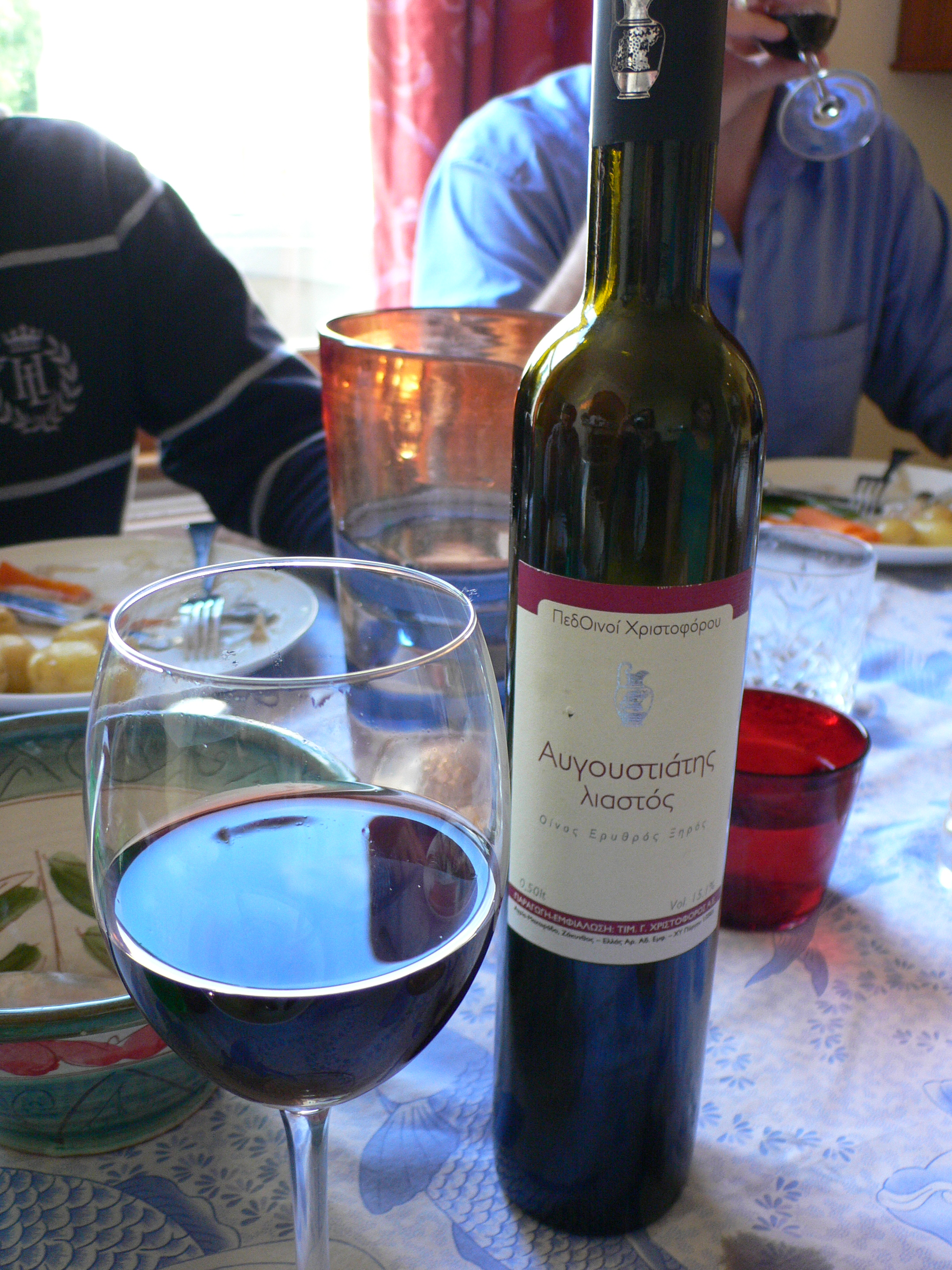
نبيذ زاكينثوس الأحمر

- يمنوس
- باروس
- رودس
- ساموس
- سانتوريني

### جزيرة كريت
- ارتشانس
- دافنيس
- بيزا
- سيتيا

### ايبيروس
- زيتسا

### الجزر الأيونية
- كيفالونيا
- كورفو
- زاكينثوس
- ليفكادا

### مقدونيا
- امينتيو (Amyndeon)
- إبانومي [13]
- جومينيسا
- ناوسا

### البيلوبونيز
- مانينيا
- نيميا
- مونيمفاسيا-مالغاسيا
- باتراس

### ثيساليا
- نيا أنخيالوس
- رابساني
- ميسينيكولا

## أصناف العنب
النبيذ الاحمر

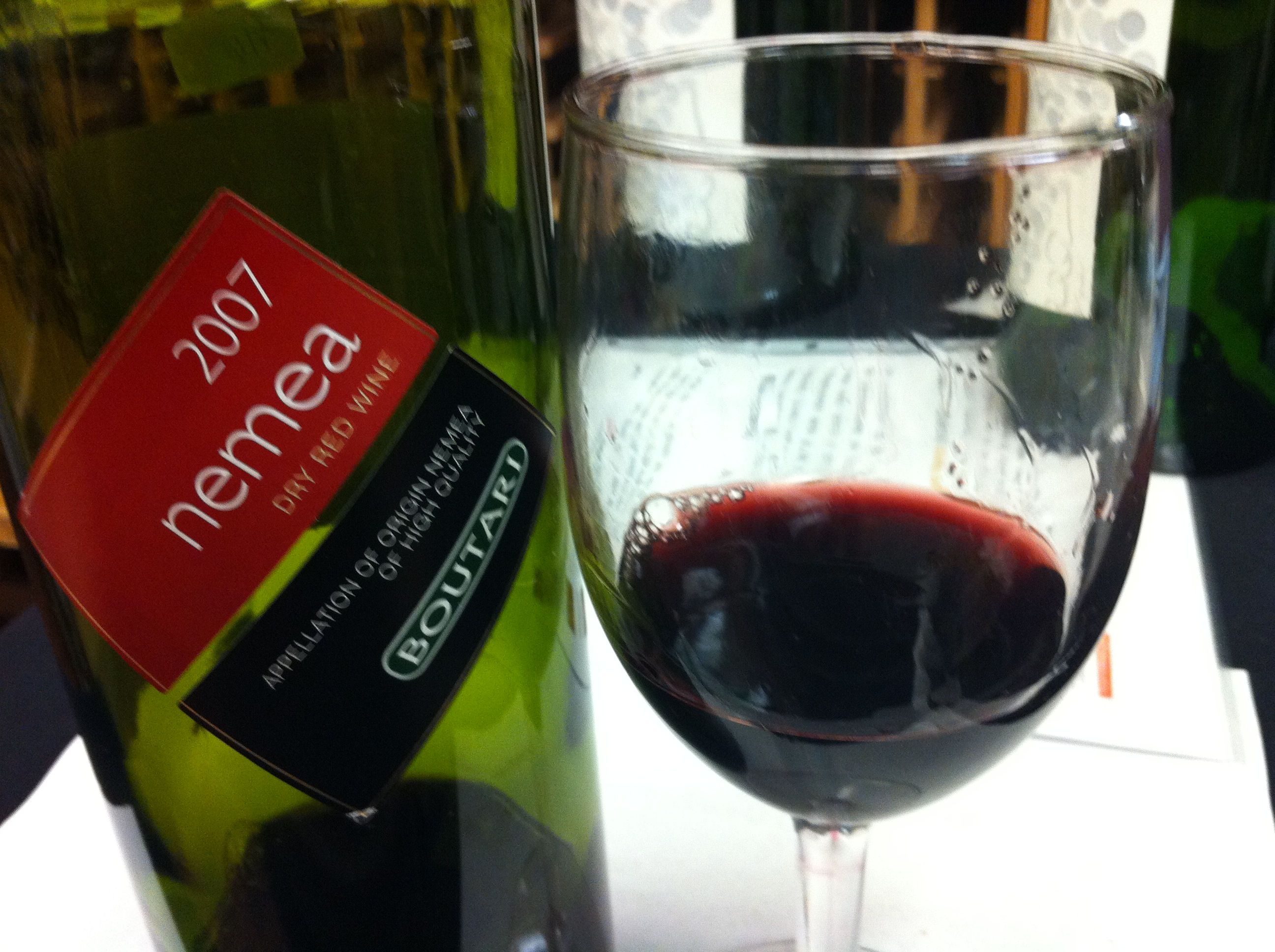
نبيذ نيميا مصنوع من أجيورجيتيكو 100٪.

- اغيورغيتيكور («عنب سانت جورج») هو أصناف متنوعة من نيميا تنمو بشكل رئيسي في منطقة البيلوبونيز، وتكون بلون أحمر ناعم في العديد من الأنماط. تتشابه سماتها الحسية مع بياوجوليس نوفيو ولكن، على عكس نظيرتها الفرنسية، فإن سانت جورج تتقدم في العمر لمدة 5 سنوات تقريبًا.
- كوتسيفالي هو مجموعة متنوعة تزرع بشكل أساسي في جزيرة كريت. يتم مزجها مع مانديلاريا أو سيرا لتعزيز لونها.
- ليمنيو، أو كالامباكي هو نوع مهم من العنب الأحمر الأصلي لجزيرة ليمنوس في بحر إيجه، وقد تم استخدامه في إنتاج النبيذ الأحمر لأكثر من 2000 عام. غني بالكحول للغاية، مع طعم مميز لأوراق الغار.
- مانديلاريا، المعروف أيضًا باسم امورغيانو، ويزرع بشكل أساسي في جزر رودس وكريت. غالبًا ما يكون النبيذ من هذا العنب مدبوغًا جدًا ويمزج كثيرًا مع انوع أخرى لتنعيم الفم.
- مافرودافني، أو «الغار الأسود»، هو مجموعة متنوعة تنمو في البيلوبونيز والجزر الأيونية. يتم مزجه مع عنب الكورنث الأسود لإنتاج نبيذ الحلوى والمصنوع على طراز سوليرا.
- مافرودي هو واحد من أقدم أصناف العنب اليوناني ويفترض أنه النوع الذي شرب منه اوديسيوس بولفيموس. تم العثور عليه في تراقيا ولكن أيضًا في وسط اليونان والبيلوبونيز [14]
- تم العثور على نيغوسكا في شمال اليونان وتنتج أيضًا النبيذ الأحمر.
- روميكو هو عنب أحمر موجود بشكل عام في جزيرة كريت، وأبرزها في منطقة خانيا.[15]
- فيرتازمي هو نوع من أنواع العنب السميك ذو اللون الداكن، والمعروف عن أنواع النبيذ المنفردة المنتجة في جزيرة ليفكادا الأيونية. كما يزرع في وسط اليونان وبيلوبونيز، حيث يتم مزجه غالبًا مع أنواع النبيذ اليونانية الأخرى، وفي قبرص، يُعرف باسم «ليفكاس».[16]
- شينومافرو («الأسود الحامض») هو نوع العنب السائد في مقدونيا، ويتركز في بلدة ناوسا. هذا النوع غالبًا ما تتم مقارنته بـ نيبيولو.

النبيذ الأبيض

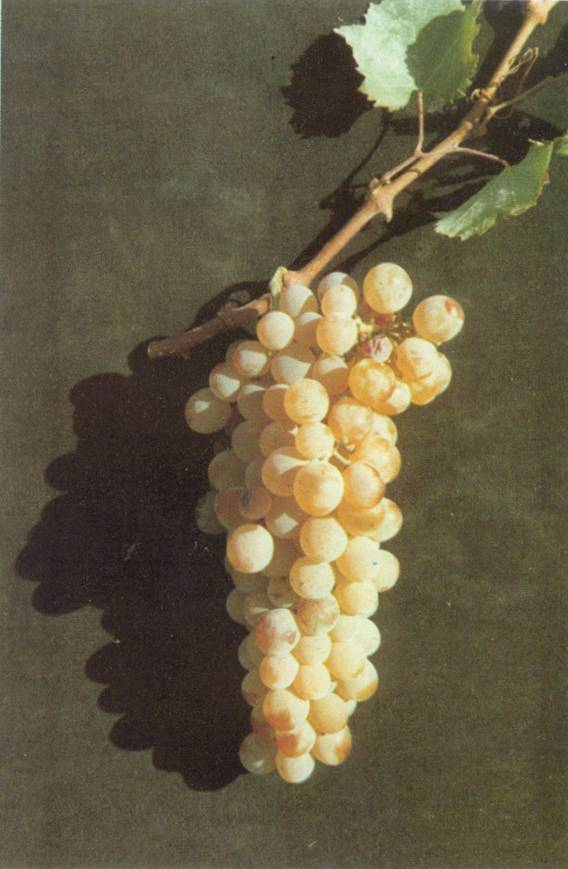
عنب اسيرتيكو

- اسيرتيكو هو صنف متعدد الأغراض يحافظ على حموضته عندما ينضج. ويشبه في طبيعته الرايسلينغ، ومعظمه قائم على الجزيرة، كونها مجموعة متنوعة من جزيرة سانتوريني.
- الأثيري هو نوع أقل من حيث الحموضة ومن أقدمها. هو في الاصل من سانتوريني، ولكنه يزرع الآن في مقدونيا وأتيكا ورودس.
- ديبينا هو عنب نبيذ يوناني أبيض يزرع في المقام الأول في منطقة زيتسا وايبيروس. الحموضة العالية للعنب تصلح لإنتاج النبيذ الفوار.
- لاغورثي هو مجموعة متنوعة تزرع بشكل رئيسي على المنحدرات العالية (850 متر) في البيلوبونيز. ينتج العنب نبيذ متنوع النكهات.
- مالاغوسيا هو عنب ينمو بشكل رئيسي في مقدونيا، مع رائحة خاصة تؤدي إلى نبيذ كامل ولذيذ، مع حموضة متوسطة بالإضافة إلى روائح عطرية مثيرة.
- موتشوفيليرو هو مجموعة أخرى من منطقة اوك في مانتينيا، في اركاديا في البيلوبونيز. يقدم نبيذها طابعًا هشًا وأزهارًا بانماط ثابتة مميزة.
- روبولا يزرع هذا النوع في مزارع الكروم الجبلية في جزيرة كيفالونيا الأيونية. نبيذ هذا النوع مناسب مع المأكولات البحرية.
- روديتيس (العنب «الوردي») هو عنب شائع جدًا في أتيكا ومقدونيا وثيساليا والبيلوبونيز. ينتج هذا النوع النبيذ الأبيض الخفيف الأنيق بنكهات حامضة.
- سافاتيانو (عنب «السبت») هو العنب الأبيض السائد في منطقة أتيكا، حيث يتميز بمقاومة كبيرة للحرارة ويظهر رائحة مميزة عند التخمير البارد.[17]

## روابط خارجية
- أخبار النبيذ اليونانية
- الكروم اليونانية